# 三菱Aspire
三菱Aspire（日语：三菱・アスパイア）乃日本三菱汽車於1998年至2003年之間所開發生產的四門轎車。

## 概要
三菱Aspire為第八代Galant後期型的兄弟車，也算是三菱Eterna的後繼車種。本車種專門在「Car Plaza」體系販售，Galant則是透過「Galant」體系發售。關於車名，在英語中意謂著「追求、渴望、有志於」。
關於兩款兄弟車的差異，除了內裝有所不同之外，Aspire的頭燈是透明燈罩、車尾方向燈是琥珀色、三菱標誌為紅色、全車系皆為自排、沒有VR-4高階車型、具備高亮度儀表等。

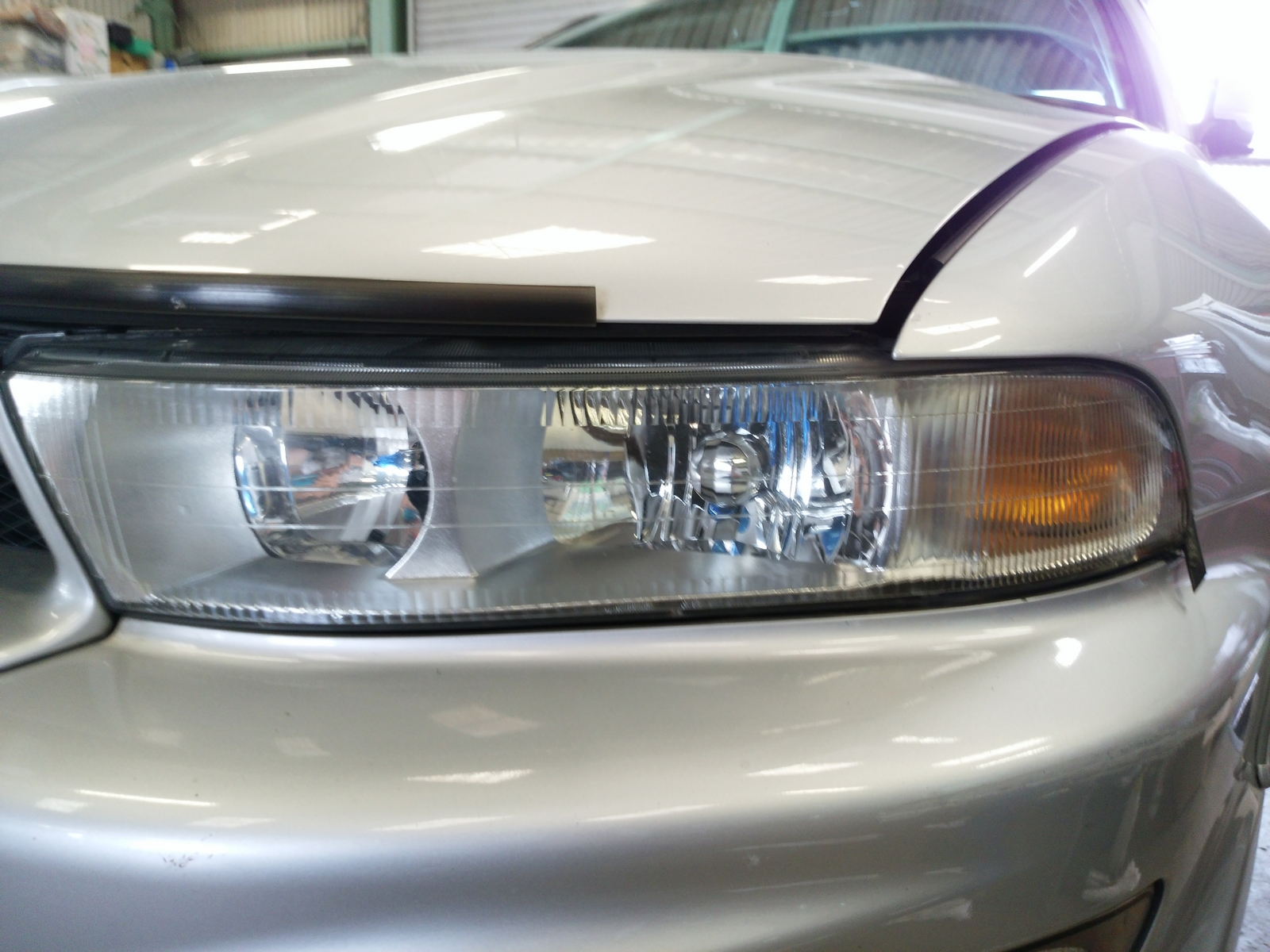
透明車頭燈罩
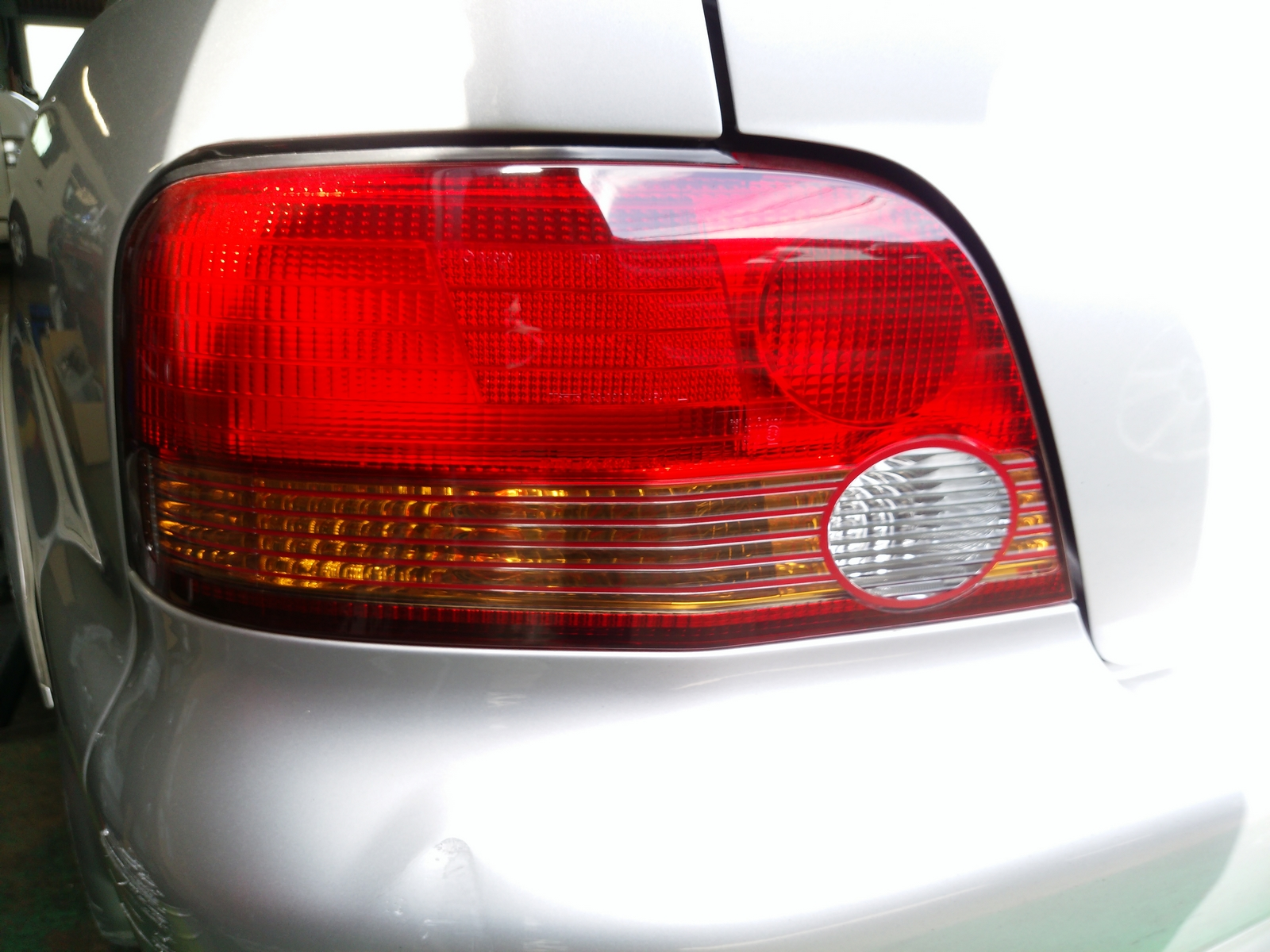
琥珀色車尾方向燈
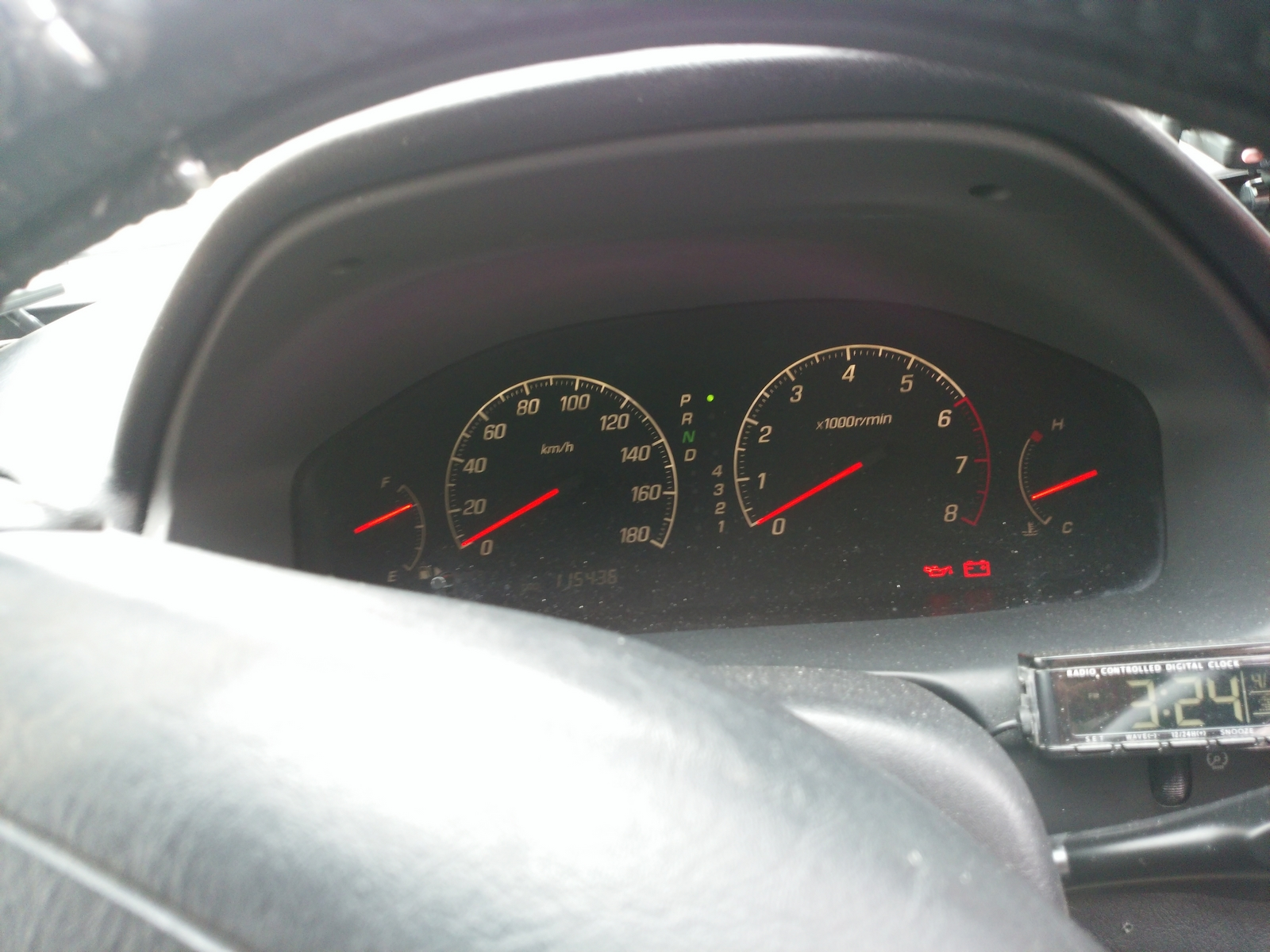
高亮度儀表板
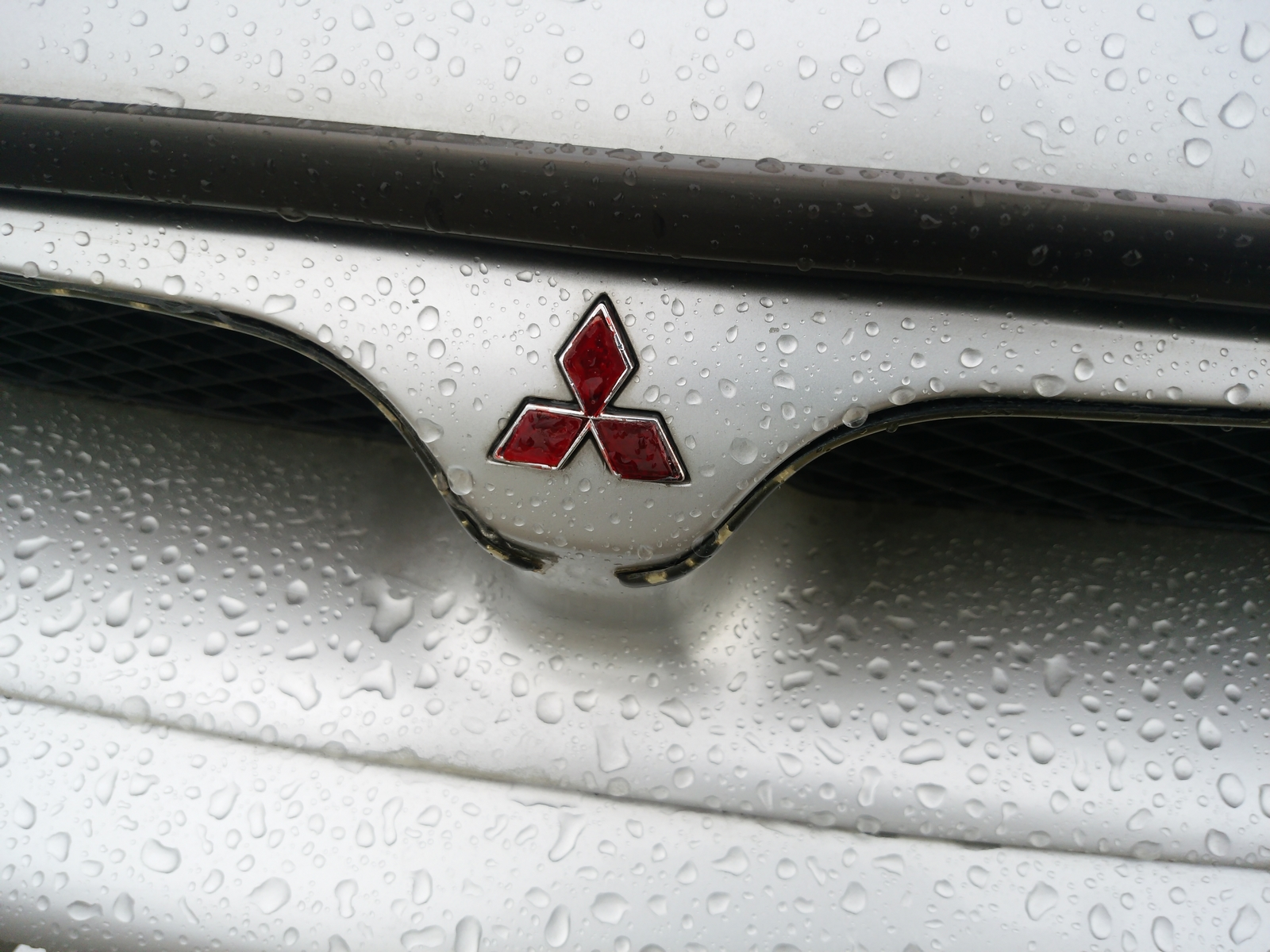
紅色三菱標誌

## 歷史
1998年 - 8月26日正式發售，全車系搭載1.8L直列四缸DOHC GDI 4G93型引擎，可輸出最大馬力130ps / 5,500rpm、扭力峰值181N⋅m / 3,500rpm；依照配備多寡分成「Viento」、「VR-G」、「VR-G環保節能仕樣車」等三種車型。
1999年 - 5月追加「Vivace」車型。
2000年 - 5月29日實施小改款，全車系之動力改成2.0L直列四缸DOHC GDI 4G94型引擎，可輸出最大馬力145ps / 5,700rpm、扭力峰值19.5 kg⋅m / 3,750rpm；並追加「Viento Navi」車型。
2001年 - 4月整理車型編制，剩餘「Viento」、「Vivace」、「VR-G」等三種車型。
2002年 - 9月4日再度實行小改款，主力車型「Viento」換裝16吋鋁合金輪圈和後輪碟煞。
2003年 - 3月三菱汽車將Car Plaza銷售網整合至Galant體系，因而宣告正式停產。

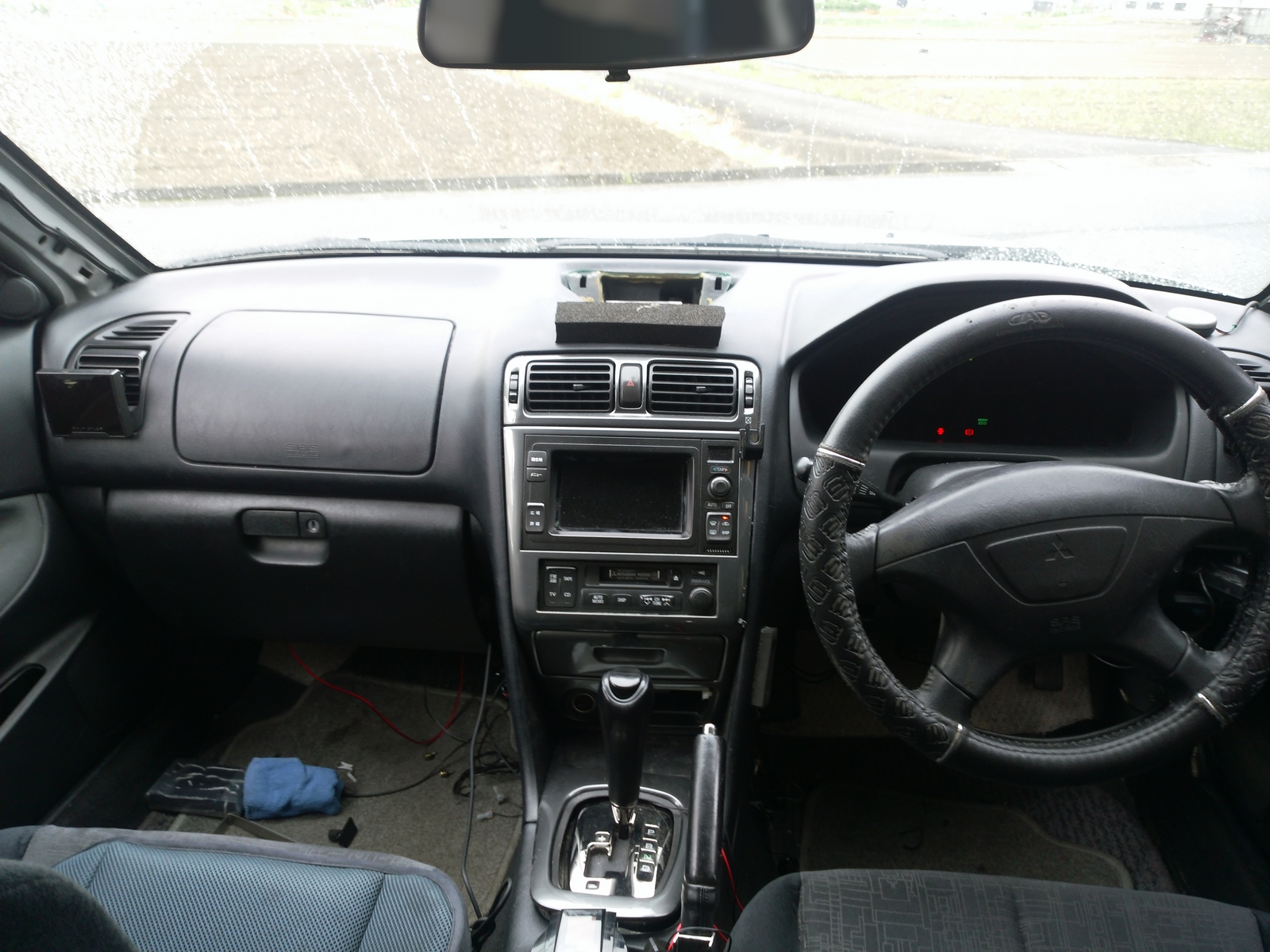
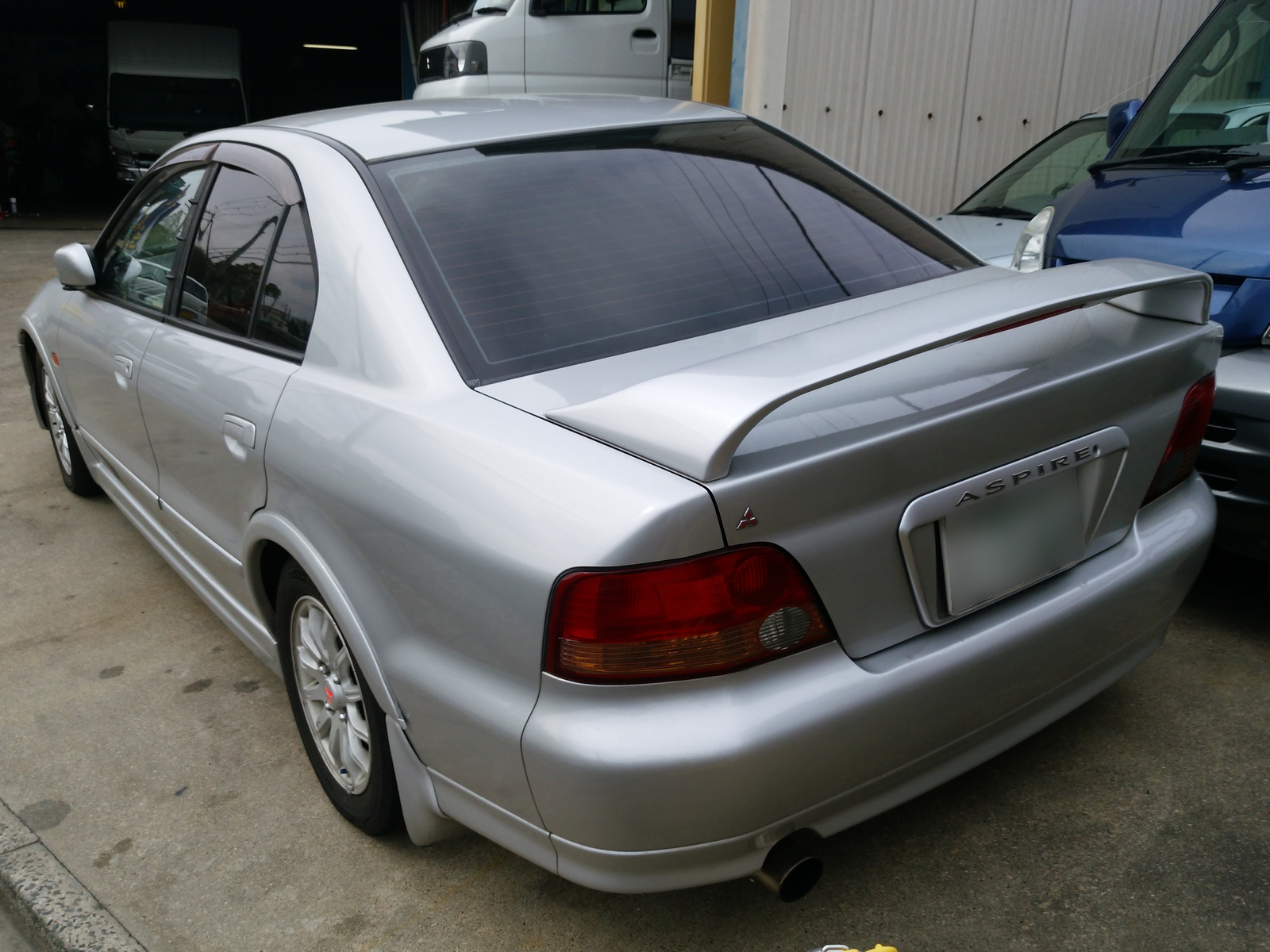

## 外部連結
- （日語）名車文化研究所：三菱・アスパイア （页面存档备份，存于）